# العلاقات الليتوانية المالطية
العلاقات الليتوانية المالطية هي العلاقات الثنائية التي تجمع بين ليتوانيا ومالطا.

## مقارنة بين البلدين
هذه مقارنة عامة ومرجعية للدولتين:
| وجه المقارنة                                              | ليتوانيا                                                    | مالطا                                                     |
| --------------------------------------------------------- | ----------------------------------------------------------- | --------------------------------------------------------- |
| المساحة (كم2)                                             | 65.30 ألف                                                   | 316                                                       |
| عدد السكان (نسمة)                                         | 2.79 مليون                                                  | 465.29 ألف                                                |
| الكثافة السكانية (ن./كم²)                                 | 42.73                                                       | 147.24 ألف                                                |
| العاصمة                                                   | فيلنيوس، كاوناس                                             | فاليتا                                                    |
| اللغة الرسمية                                             | اللغة الليتوانية                                            | اللغة المالطية، لغة إنجليزية                              |
| العملة                                                    | ليتاس ليتواني، يورو                                         | يورو، ليرة مالطية                                         |
| الناتج المحلي الإجمالي (بليون دولار)                      | 47.17 مليار                                                 | 12.54 مليار                                               |
| الناتج المحلي الإجمالي (تعادل القوة الشرائية) بليون دولار | 84.06 مليار                                                 | 14.68 مليار                                               |
| الناتج المحلي الإجمالي الاسمي للفرد دولار أمريكي          | 14.15 ألف                                                   | 22.60 ألف                                                 |
| الناتج المحلي الإجمالي للفرد دولار أمريكي                 | 27.69 ألف                                                   |                                                           |
| مؤشر التنمية البشرية                                      | 0.839                                                       | 0.839                                                     |
| رمز المكالمات الدولي                                      | +370                                                        | +356                                                      |
| رمز الإنترنت                                              | .lt                                                         | .mt                                                       |
| المنطقة الزمنية                                           | ت ع م+02:00، ت ع م+03:00، أوروبا/فيلنيوس ‏، توقيت شرق أوروبا | توقيت وسط أوروبا، ت ع م+01:00، ت ع م+02:00، أوروبا/مالطا ‏ |

## مدن متوأمة
في ما يلي قائمة باتفاقيات التوأمة بين مدن ليتوانية ومالطية:
- ترتبط فيلنيوس مع فاليتا باتفاقية توأمة منذ 1989.[16][16][16][16]
- ترتبط بريناي مع مارساسكالا باتفاقية توأمة.

## منظمات دولية مشتركة
يشترك البلدان في عضوية مجموعة من المنظمات الدولية، منها:
| علم المنظمة | اسم المنظمة                               | تاريخ انضمام ليتوانيا | تاريخ انضمام مالطا |
| ----------- | ----------------------------------------- | --------------------- | ------------------ |
|             | المركز الدولي لتسوية المنازعات الاستشارية | 5 أغسطس 1992          | 3 ديسمبر 2003      |
|             | منظمة الأمن والتعاون في أوروبا            | 10 سبتمبر 1991        | 25 يونيو 1973      |
|             | الاتحاد الأوروبي                          | 1 مايو 2004           | 1 مايو 2004        |
|             | مجموعة الموردين النوويين                  | ?                     | ?                  |
|             | مؤسسة التمويل الدولية                     | 15 يناير 1993         | 1 يونيو 2005       |
|             | الاتحاد البريدي العالمي                   | ?                     | ?                  |
|             | مجلس أوروبا                               | ?                     | ?                  |
|             | البنك الدولي للإنشاء والتعمير             | 6 يوليو 1992          | 26 سبتمبر 1983     |
|             | منظمة التجارة العالمية                    | ?                     | ?                  |
|             | منظمة حظر الأسلحة الكيميائية              | ?                     | ?                  |
|             | المنظمة الأوروبية لسلامة الملاحة الجوية   | 2006                  | 1989               |
|             | الأمم المتحدة                             | 17 سبتمبر 1991        | 1 ديسمبر 1964      |
|             | منظمة الشرطة الجنائية الدولية             | ?                     | ?                  |
|             | وكالة ضمان الاستثمار متعدد الأطراف        | 8 يونيو 1993          | 12 سبتمبر 1990     |
|             | يونسكو                                    | 7 أكتوبر 1991         | 10 فبراير 1965     |
|             | الاتحاد الدولي للاتصالات                  | 1 يوليو 1923          | 1965               |

## وصلات خارجية
- موقع وزارة الخارجية الليتوانية
- موقع وزارة الخارجية المالطية